# Danielle De Francesco
Danielle De Francesco, née le 26 mai 1992 à Melbourne, est une nageuse, triathlète et coureuse cycliste australienne. 

## Biographie
Danielle De Francesco est une sportive qui pratique de nombreux sports. Dans son enfance, elle commence par l'athlétisme, puis pratique le triathlon à partir de ses 14 ans. Elle participe aux championnats nationaux de cross-country, de triathlon et même de natation. En 2011, elle s'illustre en natation en eau libre, terminant huitième du championnat du monde du 5 kilomètres.
Après sept ans dans la natation au niveau élite, elle revient au triathlon en 2020. Elle participe également à des courses cyclistes dans son pays. Au sein de l'équipe Specialized Women's Racing, elle s'illustre en fin d'année 2020 lors des National Road Series National Tour, où elle décroche plusieurs podiums. En 2021, elle se classe quatrième du championnat d'Australie du contre-la-montre. L'année suivante, elle est sélectionnée aux championnat d'Océanie, où elle est médaillée d'argent de la course en ligne - devancée au sprint pat sa compatriote Josie Talbot - et quatrième du contre-la-montre.
En janvier 2023, elle signe avec l'équipe espagnole Zaaf. Elle se révèle à domicile en janvier, où elle se classe sixième du Women's Tour Down Under et cinquième de la Cadel Evans Great Ocean Road Race Women. En difficultés financières, l'équipe Zaaf disparait en cours de saison. En mai de la même année, elle rejoint l'équipe cycliste professionnelle française Arkéa-B&B Hotels,.

## Palmarès

### Par années
- 2022
  -  Médaillée d'argent du championnat d'Océanie sur route
  - 4e du championnat d'Océanie du contre-la-montre
- 2023
  - 5e de la Cadel Evans Great Ocean Road Race Women
  - 6e du Women's Tour Down Under

### Résultats sur les grands tours

#### Tour de France
1 participation
- 2023 : 77e

### Classements mondiaux
| Année                                 | 2021 | 2022 | 2023 |
| ------------------------------------- | ---- | ---- | ---- |
| Classement UCI                        | 679e | 120e | 85e  |
| UCI World Tour                        | nc   | nc   | 62e  |
|                                       |      |      |      |
| Légende : nc = non classéSource : UCI |      |      |      |